# John B. Anderson

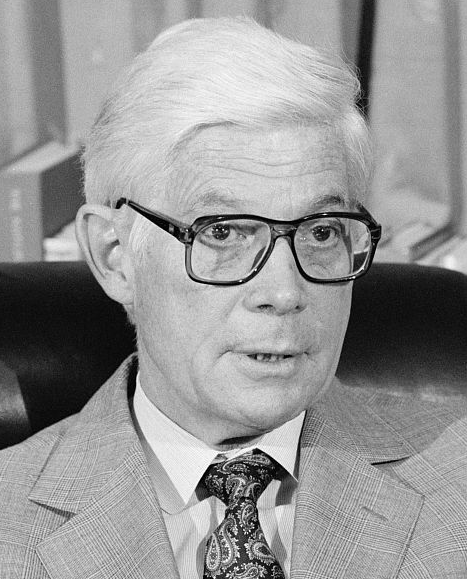
John B. Anderson

John Bayard Anderson (* 15. Februar 1922 in Rockford, Illinois; † 3. Dezember 2017 in Washington, D.C.) war ein US-amerikanischer Rechtswissenschaftler und Politiker (ehemaliger Republikaner).
Anderson war vom 3. Januar 1961 bis zum 3. Januar 1981 Mitglied im Repräsentantenhaus der Vereinigten Staaten für den 16. Distrikt des Staates Illinois. Im 91. Kongress der Vereinigten Staaten wurde er von den Republikanern zum Vorsitzenden der House Republican Conference gewählt und blieb 10 Jahre lang in dieser Position, die die dritthöchste Position in der republikanischen Fraktion nach dem republikanischen Minderheitsführer und dem republikanischen Minderheitswhip war. 1980 bewarb er sich zunächst in den Vorwahlen erfolglos um die Nominierung der Republikaner für die Präsidentschaftswahl, bei der er als unabhängiger Kandidat antrat. Er erhielt 6,6 Prozent der Wählerstimmen, jedoch keine Stimmen im Electoral College. Anderson war 2000 kurzzeitig als möglicher Kandidat der Reform Party für die Präsidentschaftswahl im Gespräch. Für die Wahl 2008 galt er als Unterstützer der Kandidatur von Barack Obama.